# Photis californica
Photis californica är en kräftdjursart som beskrevs av Stout 1913. Photis californica ingår i släktet Photis och familjen Isaeidae. Inga underarter finns listade i Catalogue of Life.